# Geoinformation

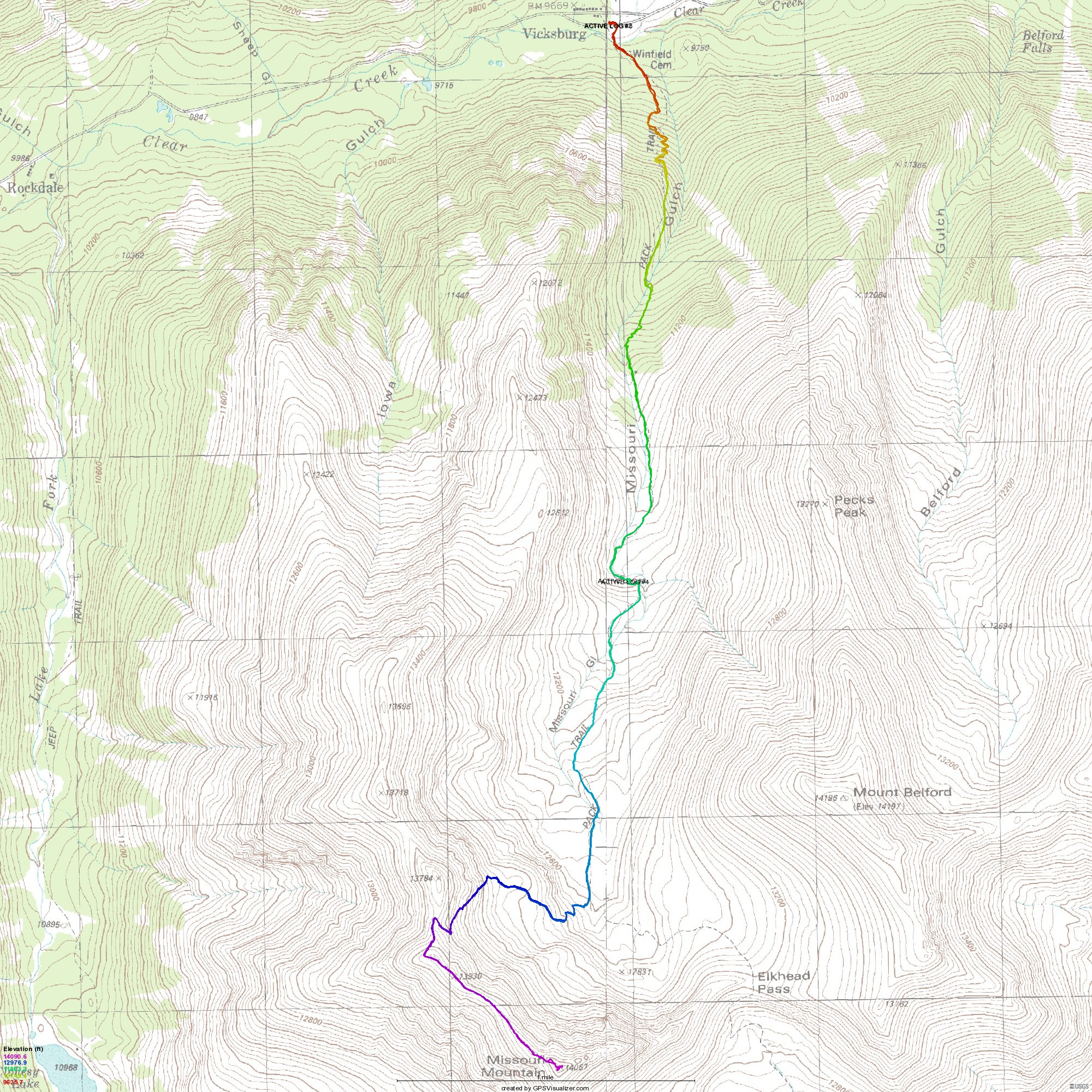
GNSS-Tracks beziehen sich auf eindeutige, explizite Orte auf der Erdoberfläche und sind somit auch Geoinformationen, strukturiert als digitale Geodateien.

Geoinformationen sind Informationen, die sich auf die Erde beziehen. Die dazugehörige Norm DIN ISO 19101 spricht von „Information in Bezug auf Erscheinungen, die implizit oder explizit mit einem Ort in Bezug zur Erde verbunden sind“. Geoinformationen werden in strukturierter, verarbeitungsfähiger Form durch zeichenkodierte Geodaten repräsentiert. Landkarten, Topogramme von U-Bahnnetzen, Luftbilder oder ein gedruckter Atlas können bereits als Geoinformation betrachtet werden. In der Geoinformatik, der Wissenschaft, die sich mit der Anwendung und Verarbeitung dieser Daten beschäftigt, spricht man aber insbesondere von Geodaten, wenn es sich um Daten handelt, die mit Hilfe von Computern verarbeitet werden können. Ein einfaches Beispiel für derartige Daten, das auch im Alltag häufig vorkommt, sind GNSS-Tracks (GPS-Track) mit denen etwa ein Wanderweg aufgenommen wurde.

## Begriff, Entwicklung und Institutionen
Der etwas unscharfe Begriff „Geoinformation“ wurde in den 1980er Jahren geprägt (im Deutschen Sprachraum u. a. auf den geowissenschaftlichen Tagungen AGIT und GeoLIS) und hat sich zu Beginn der 1990er Jahre weiter verbreitet. Er entspricht dem englischen „geospatial“ und lässt sich am besten mit „raumbezogene Informationen“ präzisieren.
„Geoinformation“ ist als Schlagwort zunächst in Vermessungswesen, Geografie und Kartografie, dann auch in die weiteren Geowissenschaften eingedrungen. Durch die Gründung des Deutschen Dachverbandes für Geoinformation (DDGI) 1994 und des österreichischen Pendants AGEO (Arbeitsgemeinschaft für Geoinformation) fand es rasch Verbreitung. Seit etwa 2000 haben zahlreiche Institutionen ihren Namen unter Nutzung von „Geoinformation“ geändert oder erweitert. Beispiele hierfür sind die Landesvermessungsämter Bayern (jetzt: Landesamt für Digitalisierung, Breitband und Vermessung), Hessen (jetzt: Hessische Verwaltung für Bodenmanagement und Geoinformation) und Thüringen (zunächst: Thüringer Landesamt für Vermessung und Geoinformation, seit 1. Januar 2019: Thüringer Landesamt für Bodenmanagement und Geoinformation) oder das Institut für Topographie und Kartographie der Universität Bonn (jetzt: Institut für Kartografie und Geoinformation). Auch Studiengänge an Hochschulen haben die Bezeichnung „Geoinformation“ aufgenommen, etwa in den Studienrichtungen Geodäsie und Geoinformation.
Wissenschaftliche Vereinigungen befassen sich inhaltlich mit dem Thema Geoinformation, so etwa die Deutsche Gesellschaft für Kartographie (DGfK), die Deutsche Gesellschaft für Photogrammetrie und Fernerkundung (DGPF) und der Deutsche Verein für Vermessungswesen (DVW).

## Bedeutung im Alltag
Mit der Entwicklung hin zur Informationsgesellschaft sind Daten und damit Geoinformationen zu wichtigen politischen und wirtschaftlichen Entscheidungshilfen geworden und helfen uns im Alltag bei der Orientierung und Informationsbeschaffung. Man geht davon aus, dass 80 % aller Daten, die in unserem Alltag anfallen, einen räumlichen Bezug haben. Das Video rechts zeigt einige von vielen Anwendungsbeispielen.

## Wirtschaftliche Bedeutung
Bis Ende des 20. Jahrhunderts waren (gedruckte) Landkarten, vor allem topographische, geographische oder thematische Karten, das einzige Medium, (raumbezogene) Gegenstände und Sachverhalte an der Erdoberfläche zu dokumentieren und in ihren komplexen Zusammenhängen zu veranschaulichen. Mit dem Aufkommen der Informations- und Kommunikationstechnologie mit ihren digitalen Techniken, rechnergestützten Verfahren und leistungsfähigen Datenspeichern ist ein spektakulärer Wandel eingetreten. Er hat dazu geführt, dass raumbezogene Daten (Geodaten) digital in Datenbanken geführt und aus ihnen unterschiedliche Anwendungsformen, z. B. Auskünfte, grafische oder bildhafte Präsentationen, kartografische Darstellungen, entwickelt werden. Dies ermöglicht eine großartige Entfaltung und Nutzung von Geoinformationen.
Durch ihre digitale Repräsentation und leichte Transportierbarkeit auf Datenträgern oder im Internet sind Geoinformationen zu einem Wirtschaftsgut geworden und haben große wirtschaftliche Bedeutung erlangt. Zahlreiche Unternehmen wurden gegründet, die sich der Gewinnung, Verarbeitung und Veredelung von Geoinformationen und dem Handel mit ihnen widmen. Dabei wurde schnell erkannt, dass vor allem dem leichten Austausch und der Nutzung von Geodaten durch zahlreiche Hemmnisse, wie Gebietsbeschränkungen, Inhomogenitäten und Datenformatunterschiede, Grenzen gesetzt waren. Hiervon waren nicht nur die Daten privater Unternehmen, sondern auch die Geoinformationen des amtlichen Vermessungswesens betroffen.
Deshalb wurde 1998 in Deutschland der Interministerielle Ausschuss für Geoinformationswesen (IMAGI) unter der Federführung des Bundesministers des Innern eingerichtet, um die Koordinierung des Geoinformationswesens innerhalb der Bundesverwaltung zu verbessern. Ab 2001 hatte sich, initiiert durch den DDGI, der Deutsche Bundestag mehrfach mit dem Thema Geoinformation befasst. 2004 wurde beim Bundesministerium für Wirtschaft und Technologie die „Kommission für Geoinformationswirtschaft“ (GIW-Kommission) eingerichtet.
In Deutschland trat 2009 auch das Geodatenzugangsgesetz (Gesetz über den Zugang zu digitalen Geodaten – GeoZG) in Kraft. Das Gesetz dient dem Aufbau einer nationalen Geodateninfrastruktur. Es schafft den rechtlichen Rahmen für den Zugang zu Geodaten, Geodatendiensten und Metadaten von geodatenhaltenden Stellen sowie die Nutzung dieser Daten und Dienste, insbesondere für Maßnahmen, die Auswirkungen auf die Umwelt haben können.